# Björn Larsson (tonsättare)
För andra betydelser, se Björn Larsson (olika betydelser).
Björn Erick Stefan Larsson, född 1 augusti 1958 i Malmö, är en svensk tonsättare som också varit verksam inom andra områden av kultursektorn.

## Biografi
Björn Larsson väckte uppmärksamhet i hemstaden Kristianstad när han som 19-åring tog sig för att komponera musiken och leda orkestern till Atheneums stora musikteatersatsning "Lysistrate". Trots att Larsson var autodidakt som tonsättare och dirigent, var det hans musik som väckte störst uppmärksamhet.
Under ungdomsåren gav Björn Larsson en serie uppmärksammade konserter på Kristianstads konserthus, då han med en annan ung tonsättare, Reine Jönsson, arrangerade konsertserien "Unga spelar musik av unga" åren 1979–1981.
1979–1980 studerade Larsson musikvetenskap i Lund innan han påbörjade kompositionsstudier för Johannes Jansson, Allan Pettersson, Michael J. Smith och Lars-Erik Larsson
Under 1980-talet och halva 1990-talet var Larsson sedan verksam som tonsättare med Kristianstad som bas,och när han tillsammans med frilansregissören Bengt Larsson tog initiativ till musikteaterprojektet "Kung Ubu"befäste han sin position som en av centralgestalterna i residensstadens kulturliv, framför allt som tonsättare men senare även som teaterarbetare och på 90-talet även som redaktör för kulturtidskriften Knyck!
Förutom konstmusik har Larsson skrivit musik till teater- och dansföreställningar men skrev också musiken till den prisbelönta filmen Rasten 1989. Hans musik har mestadels framförts i Sverige och framför allt regionalt, men också spelats i bland annat London, Odense, Köln och Oslo. 1987 tog Larsson initiativet till "Kulturgruppen Spegeln" som under närmare fem år verkade som en fri teatergrupp i Skåne, där han framför allt fungerade som tonsättare och producent, men ibland även som ljussättare och aktör.
Under kristianstadtiden var Larsson också kommunpolitiker för miljöpartiet och var en av partiets pionjärer. . Han har också skrivit "Kristianstad kommunfanfar" som sedan 1987 årligen framförs på stadens födelsedag den 22 maj på Stora Torg i Kristianstad.
Efter Kulturgruppen Spegelns konkurs 1992 har Björn Larsson med några få undantag inte komponerat.
Sedan 1999 är Larsson bosatt i Malmö och är sedan 2002 rektor för Landskrona kulturskola.

## Musikalisk stil
Larssons musik hade till en början en starkt neoklassicistisk prägel som kunde föra tankarna till Hindemith och Prokofjev, men blev under sent 80-tal mindre formellt stram och mer romantiskt emotionell. Som kompositör av musik till teater, dans, dokumentärer och film arbetar han i den stil som produktionen kräver och har arbetat med pastischer inom alla möjliga genrer som 50-talsrock, barock och musik i cirkusstil, och även arbetat eklektiskt. I alla sammanhang känner man dock oftast igen Larssons musik på hans förkärlek för kromatik. 

## Verkförteckning (urval)
- Lysistrate (1978) Beställning av Atheneum. Musikteater för tolv musiker.
- Expression (1979) Improvisatoriskt stycke skrivet tillsammans med Reine Jönsson.
- Fyra pezzi (1979), stråkkvartett[41]
- Kammarsymfoni No 3 (1981) Beställningsverk av Dumik. Kammarmusikaliskt verk för 8 musiker.
- Med bara händerna (1981) Scenmusik, beställning av Dockteaterverkstan till deras föreställning.
- Pianokvintett No 1 (1981) Beställningsverk - beställd till Regionmusikens tioårsjubileum
- Symfoni No 2 (1982)
- Blåskvintett No 3 (1983)
- Kung Ubu (1985) Beställning av Kristianstads Musikteater. Musikteater för 16 musiker.
- Rasten - scenmusik (1986) Beställning av Boulevardteatern. Scenmusik till deras uppsättning av Börje Lindstöms pjäs. Stråkkvartett, gitarr, synth och slagverk
- Bortbytingarna, en opera för barn (1986)[41] Beställningsverk av Kristianstad kommun. Symfoniorkester.
- Den tredje famnen (1987) Beställning av Q-film. Musik till radiodokumentären sänd i P1.  Symfoniorkester.
- Kammarsymfoni No 4 (1989)
- Rasten (1989) Filmmusik till filmen Rasten (Ej att förväxlas med scenmusiken till Boulevardteaterns uppsättning (se ovan)[42]
- Drottningmötet (1991) Beställningsverk av Scenforum. Scenmusik till deras uppsättning av Ingegerd Montans pjäs. Slagverk synthar och elbas.
- Tvillingöga (1991) Musik komponerad till Kulturgruppen Spegelns dansföreställning,
- Pianotrio No 1 (1992) Piano, viola och cello.
- Aqua 95 (1995) Beställning av Kristianstad Konstförening. Musik till invigningen av konstprojektet med samma namn. Blåskvintett.
- Ringaren i Notre Dame (1996) Beställning av UMIS (Länsteaterprojekt i Kristianstads län). Musikteater för fem musiker marimba, violin, cello, valthorn samt klarinett/saxofon.